# Бейлербей

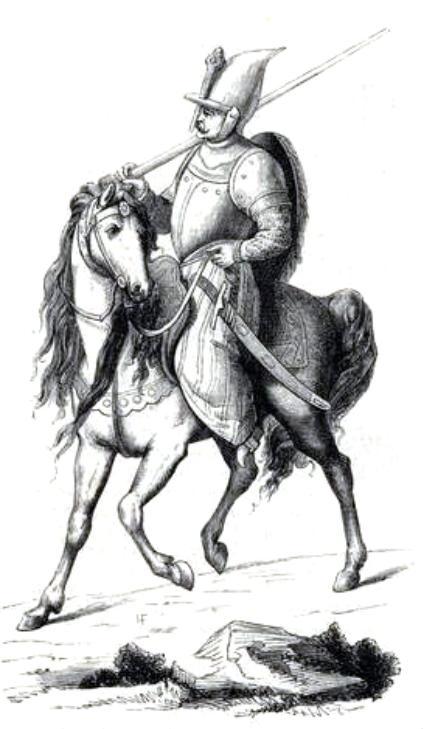
Бейлербей Румелии. Гравюра Чезаре Вечеллио из книги «Старинные и современные костюмы всего мира», 1590 год.

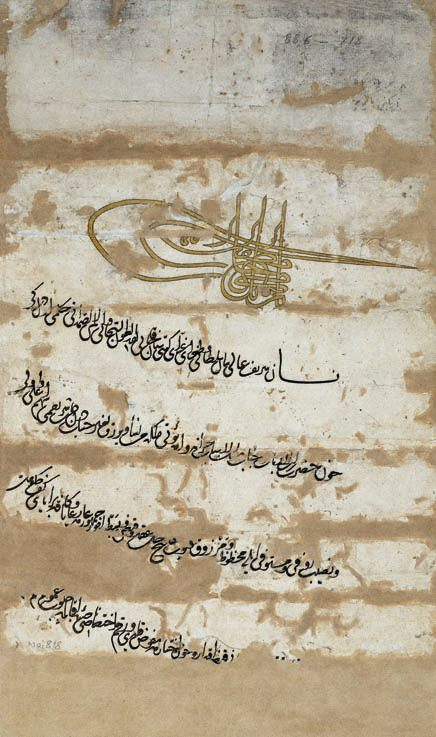
Берат (жалованная грамота) султана Баязида II о назначении Хадыма Али-паши бейлербеем Румелии.

Беглербег или Бейлербей (в литературе также встречаются варианты: беглярбек, беклербек, беклярбек, беклярибек; от тур. بكلربكی, Beylerbeyi, букв. «бек всех беков») — чиновник высокого ранга, наместник в мусульманских странах в Средние века и в Раннее Новое время.
На конец XIX столетия муширу соответствовал в гражданской службе визирь, ферику — беглербег.

## История
Бейлербеи были в Сельджукской империи, Конийском султанате, государствах Хулагуидов и Сефевидов, при династиях Афшаров, Зендов и Каджаров, в Османской империи. В Золотой Орде, управляющий государственной администрацией, начиная с Мамая обычно из нечингизидов из племени мангутов. Одна из двух главных административных должностей улуса, схожая с функциями современного премьер-министра.
За период своего существования, лица занимавшие должность беклярибека, нередко пытались или полностью управляли государством, сажая на престол марионеточных ханов По причине того, что большая часть ханов не обладала должными знаниями и они чаще предпочитали не вникать в подробности, к ведению беклярибеков относились внутренняя и внешняя политика, экономика и войско.
Бейлербей подчинялся напрямую шаху или султану и соединял в своих руках гражданскую и военную власть. Возглавлял административно-территориальную единицу (эялет, бейлербейство или беглярбегство по титулу). В Сефевидском государстве назначался из числа ханов, в Османской империи — из приближенных султана. В Сефевидском государстве должность беглярбека совмещалась с должностью хакима, руководителя эялета (области), исполнявшего роль главы гражданской администрации.

## Список беклярибеков Золотой Орды
- Ногай, правнук Джучи — беглербег 1256—1267, 1280—1300.
- Иксар (Ильбасар), сын Тохты — беглербег 1299/1300 — 1309/1310[7].
- Кутлуг-Тимур — беглербег ок. 1309/1310 — 1321/1322[8].
- Мамай — беглербег 1357—1359, 1363—1364, 1367—1369, 1370—1372, 1377—1380.
- Едигей, сын Мангыт Балтычак-бека — беглербег 1395—1419.
- Мансур-бий, сын Едигея — беглербег 1419.
- Наурус-бий — беглербег при Улуг-Мухаммеде и Кичи-Мухаммеде.
- Тимур (мангыт) — беглербег при Ахмате.